# Cyrenoida insula
Cyrenoida insula is een tweekleppigensoort uit de familie van de Cyrenoididae. De wetenschappelijke naam van de soort is voor het eerst geldig gepubliceerd in 1946 door Morrison.